# Judaskyss

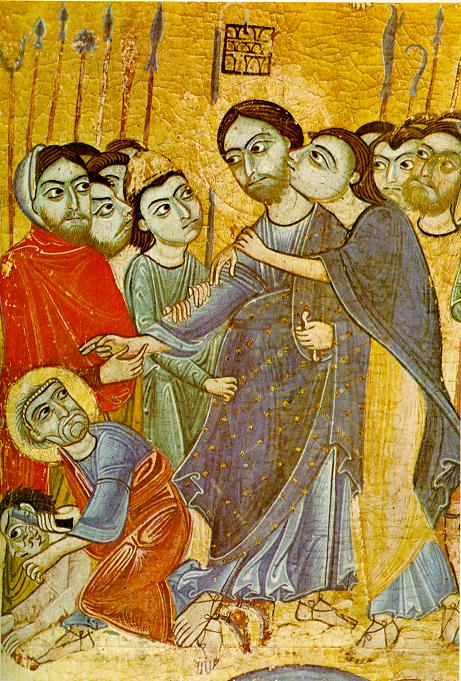
Judaskyss. Anonym målning från 1100-talet, Uffizierna, Florens.

Judaskyss kallas den kyss som lärjungen Judas Iskariot tilldelade Jesus och som ledde till dennes gripande. 
Ordet "judaskyss" används även i överförd bemärkelse, synonymt för svek.